# Johannes Verhulst
Johannes Verhulst (La Haia, Països Baixos, 15 de març de 1816 - 17 de gener de 1891) fou un compositor i director d'orquestra holandès.
Feu els seus estudis en el Conservatori de la seva ciutat natal i al conservatori de Leipzig, va ser alumne de Mendelssohn i amic de Schumann. El 1864 es va convertir en director de la secció d'Amsterdam de la Society for the Promotion of Music. I després ingressà en l'orquestra de C. Haussen. Començà a compondre i les seves primeres obres. Més tard passà a Colònia i treballà algun temps amb Bernhard Klein i el 1838 viatjà a Leipzig, on, per la recomanació de Mendelssohn, fou nomenta director dels concerts d'Euterpe.
Al seu retorn a la Haia ocupà la plaça de director reial de música on tingué entre altres alumnes en Daniel de Lange, i ho fou, successivament, de la Maatschappit tot bevordering van Toonkut de Rotterdam; de la societat Félix Meritis; dels concerts a Santa Cecília, etc.,. Se li deuen simfonies, obertures, quartets per a instruments de corda, lieder, cors i bon nombre d'obres de música religiosa, entre elles un Rèquiem per a cor d'homes, etc.
Verhuist, se celebrat com un dels més grans músics del seu temps, però va caure en l'oblit poc després de la seva mort. Ara no se'n recorda de res més que la menció del seu nom entre els "immortals" del Concertgebouw i un carrer que li porta el nom. Va tenir un paper important en el creixement del Toonkunst. Es va donar a conèixer al públic de la capital amb les obres de Schumann, Beethoven, Brahms i Mendelssohn i com a compositor de cançons holandeses també va tenir una gran reputació. Va obtenir molta resistència, perquè es va tancar a les noves tendències de la música, que es van trencar cap al 1880. Odiava a Wagner, Liszt, Berlioz i Franck i es va negar a dirigir les seves obres. El 1886, es va retirar una mica amargament de la vida musical pública.
La seva filla Anna es distingí com a pianista.